# 帕查馬爾卡區
帕查馬爾卡區（西班牙語：Distrito de Pachamarca），是秘魯的一個區，位於該國中南部萬卡韋利卡大區的丘爾坎帕省，始建於1965年4月23日，面積160.06平方公里，海拔高度2,730米，2005年人口3,007，人口密度每平方公里19人。